# Моравскошлески крај
Моравскошлески крај (чеш. Moravskoslezský kraj) је један од 13 чешких крајева, највиших подручних управних јединица у Чешкој Републици. Управно седиште краја је град Острава, трећи по величини град у цеој држави, а други већи градови на подручју овог краја су Хавиржов и Карвина.
Површина краја је 5.535 km², а по процени са почетка 2009. године. Моравскошлески крај има 1.257.554 становника.

## Положај
Моравскошлески крај је смештен у североисточном делу Чешке и погранични је на северу и истоку.
Са других страна њега окружују:
- ка северу: Пољска
- ка истоку: Словачка
- ка југу: Злински крај
- ка западу: Оломоучки крај

## Географија
Моравскошлески крај припада историјској покрајини Шлеској, тј. чини чешки део ове важне европске области. Већи, северни део се налази у суседној Пољској. Крај обухвата махом заталасано подручје у у гоњем делу слива реке Одре. На западној граници краја издиже се планински предео Хруби Јасеник, док се на истоку издижу Бескиди.

## Становништво
По последњој званичној процени са почетка 2009. године. Моравскошлески крај има 1.257.554 становника. Последњих година број становника опада.

## Подела на округе и важни градови

### Окрузи
Моравскошлески крај се дели на 6 округа (чеш. Okres):
1. Округ Брунтал - седиште Брунтал,
2. Округ Карвина - седиште Карвина,
3. Округ Нови Јичин - седиште Нови Јичин,
4. Округ Опава - седиште Опава,
5. Округ Острава-град - седиште Острава,
6. Округ Фридек-Мистек - седиште Фридек-Мистек.

### Градови
Већи градови на подручју краја су:
- Острава - 304.000 становника.
- Хавиржов - 82.000 становника.
- Карвина - 61.000 становника.
- Фридек-Мистек - 58.000 становника.
- Опава - 59.000 становника.
- Тринец - 37.000 становника.
- Орлова - 32.000 становника.
- Чешки Тјешин - 25.000 становника.
- Крнов - 25.000 становника.
- Нови Јичин - 24.000 становника.
- Копривњице - 23.000 становника.
- Бохумин - 23.000 становника.
- Брунтал - 17.000 становника.
- Хлучин - 14.000 становника.
- Френштат под Радхоштјем - 11.000 становника.
- Студенка - 10.000 становника.

## Додатно погледати
- Чешки крајеви
- Списак градова у Чешкој Републици